# Леопольд Гуттерер
Леопольд Гуттерер (нім. Leopold Gutterer; 25 квітня 1902, Баден-Баден — 27 грудня 1996, Аахен) — німецький державний діяч, один з керівників нацистської пропаганди, бригадефюрер СС.

## Біографія
23 травня 1925 року вступив в НСДАП (квиток №6275), 4 липня 1927 року — в СС (посвідчення №1028). Займався організацією урочистих маршів і маніфестацій, парадів і оглядів. З 1930 року — завідувач пропагандою в гау Ганновер. Був видавцем партійної газети в Геттінгені. Був добре знайомий з Йозефом Геббельсом і в 1933 році був запрошений ним в Імперське міністерство народної освіти і пропаганди, де став консультантом з питань організації мітингів і державних заходів. В 1937 році очолив Управління пропаганди — найважливіше в міністерстві. З 1938 року керував справами міністерства. В травні 1941 року Геббельс, який ненавидів свого статс-секретаря Карла Ганке, скористався його призначенням на пост гауляйтера і призначив статс-секретарем Гуттерера. В разі відсутності Геббельса вів щоденні наради з високопоставленими співробітниками міністерства, передаючи їм директиви свого шефа. За словами очевидців, був «людиною, котра бажала служити, не суперечачи, і підлабузником, орієнтованим лише на особистий успіх», його також характеризують як «необтесаного, банального оратора і особистість, не здатну нікого надихнути», і одночасно, як «людину невимовної енергії і здатності ретельно вникнути в усі деталі». З 1941 року також був офіцером зв'язку при Імперському міністерстві східних окупованих територій. Був замішаний в незаконних операціях на чорному ринку, що привело його до кінця кар'єри, але завдяки заступництву Геббельса Гуттерер не переслідувався за свої махінації і був призначений генеральним директором Universum Film AG. Згодом Гуттерера призвали унтерофіцером у вермахт, а в кінці війни він вступив добровольцем у війська СС винищувачем танків. Був взятий в полон американськими військами. Незабаром після звільнення в жовтні 1947 року був заарештований і засуджений до 5 років ув'язнення в трудовому таборі. 14 грудня 1948 року на процесі з денацифікації визнаний «головним злочинцем» і був засуджений до 1 року таборів, позбавлення пенсії, конфіскації 80% майна і 8 років професійних обмежень. В 1960-х роках став директором театру в Аахені.

## Звання
- Урядовий радник (1 травня 1933)
- Старший урядовий радник (1 січня 1935)
- Міністерський радник (20 квітня 1937)
- Імперський керівник управління НСДАП (18 липня 1937)
- Оберштурмбанфюрер СС (1 лютого 1938)
- Міністерський директор (20 квітня 1938)
- Штандартенфюрер СС (11 вересня 1938)
- Оберфюрер СС (10 вересня 1939)
- Бригадефюрер СС (9 листопада 1940)
- Статс-секретар (24 травня 1941)

## Нагороди
- Почесний знак гау Гессен-Нассау-Південь 1923
- Почесний знак гау Баден
- Почесний знак Націонал-соціалістичного союзу німецьких студентів в сріблі
- Почесний кут старих бійців
- Німецький Олімпійський знак 1-го класу
- Золотий партійний знак НСДАП
- Медаль «За вислугу років у НСДАП» в бронзі, сріблі та золоті (25 років)
- Медаль «За вислугу років у СС» 4-го, 3-го і 2-го класу (12 років)
- Почесна шпага рейхсфюрера СС
- Кільце «Мертва голова»
- Медаль «У пам'ять 13 березня 1938 року»
- Медаль «У пам'ять 1 жовтня 1938» із застібкою «Празький град»
- Орден Корони Італії, великий офіцерський хрест
- Хрест Воєнних заслуг 2-го і 1-го класу